# Leitereigen
Als leitereigen werden all die Töne bezeichnet, die in der Tonleiter einer Grundtonart enthalten sind. Sie bilden das Ausgangsmaterial für Melodie und Harmonik eines Stückes. Töne, auf die diese Bedingung nicht zutrifft, werden leiterfremd genannt.
Ändert sich das tonale Zentrum durch Modulation oder Ausweichung, so ändert sich auch die Grundtonleiter und die Zuordnung leitereigen/-fremd.
Bei den meisten Modulationen tritt ein zunächst leiterfremder Ton auf, der sich dann als leitereigener Ton der Zieltonart erweist.
- Modulationen ohne chromatische Veränderungen (d. h. nur mit leitereigenen Tönen) nennt man diatonische Modulation.
- Werden leiterfremde Töne benutzt, so nennt man den Vorgang erweitert diatonische Modulation.
- Wird Chromatik verwendet oder enharmonische Verwechslung angewandt, so spricht man von chromatischer bzw. enharmonischer Modulation.